# Xenodexia
Genre
Espèce
Le genre Xenodexia est monotypique, il ne regroupe qu'une seule espèce de poissons de la famille des Poeciliidae, Xenodexia ctenolepis.

## Liste des espèces
Selon Fishbase:
- Xenodexia ctenolepis Hubbs, 1950